# 9142 Rhesus
9142 Rhesus è un asteroide troiano di Giove del campo troiano. Scoperto nel 1977, presenta un'orbita caratterizzata da un semiasse maggiore pari a 5,1720409 UA e da un'eccentricità di 0,1291771, inclinata di 12,79925° rispetto all'eclittica.
L'asteroide è dedicato a Reso, il giovane signore di Tracia alleato dei Troiani.